# Phyllachora begoniae
Phyllachora begoniae är en svampart som beskrevs av Pat. 1895. Phyllachora begoniae ingår i släktet Phyllachora och familjen Phyllachoraceae.   Inga underarter finns listade i Catalogue of Life.